# One by One
One by One – czwarty album rockowego zespołu Foo Fighters, wydany 22 października 2002. Została wydana także limitowana edycja wydawnictwa, z teledyskami do utworów „All My Life” i „Walking a Line” oraz innymi dodatkowymi materiałami na DVD. Album uzyskał status platynowej płyty w Stanach Zjednoczonych, Wielkiej Brytanii i Kanadzie oraz podwójnej platynowej płyty w Australii. W 2003 wydawnictwo zdobyło nagrodę Grammy w kategorii Best Rock Album.

## Lista utworów
1. „All My Life” – 4:23
2. „Low” – 4:28
3. „Have It All” – 4:58
4. „Times Like These” – 4:26
5. „Disenchanted Lullaby” – 4:33
6. „Tired of You” – 5:12
7. „Halo” – 5:06
8. „Lonely as You” – 4:37
9. „Overdrive” – 4:30
10. „Burn Away” – 4:59
11. „Come Back” – 7:58

### Płyta w limitowanej edycji
1. „Walking a Line” - 3:56
2. „Sister Europe” (cover The Psychedelic Furs) - 5:10
3. „Danny Says” (cover Ramones) - 2:58
4. „Life of Illusion” (cover Joe Walsha) - 3:40
5. „For All the Cows” (live in Amsterdam) - 3:31
6. „Monkey Wrench” (live in Melbourne) - 4:01
7. „Next Year” (na żywo, bonus w wersji japońskiej) - 4:12

## Skład
- Dave Grohl – gitara rytmiczna, wokal
- Nate Mendel – gitara basowa
- Chris Shiflett – gitara
- Taylor Hawkins – perkusja

### Gościnnie
- Brian May – gitara w „Tired of You”
- Krist Novoselic – wokal wspierający w „Walking a Line”
- Greg Bissonette – perkusja w „Danny Says"

## Listy przebojów
| Lista przebojów (2002)                        | Pozycja |
| --------------------------------------------- | ------- |
| ARIA Charts                                   | 1       |
| Ö3 Austria Top 40                             | 19      |
| Canadian Albums Chart                         | 3       |
| Tracklisten                                   | 20      |
| Finland Albums Chart                          | 5       |
| Syndicat national de l'édition phonographique | 26      |
| Media Control Charts                          | 5       |
| MegaCharts                                    | 12      |
| Irish Albums Chart                            | 1       |
| RIANZ                                         | 3       |
| VG-lista                                      | 2       |
| Sverigetopplistan                             | 3       |
| Schweizer Hitparade                           | 28      |
| UK Albums Chart                               | 1       |
| Billboard 200                                 | 3       |